# Polygonum undulatum
Polygonum undulatum là một loài thực vật có hoa trong họ Rau răm. Loài này được Berg. miêu tả khoa học đầu tiên.